# Scheibe Specht

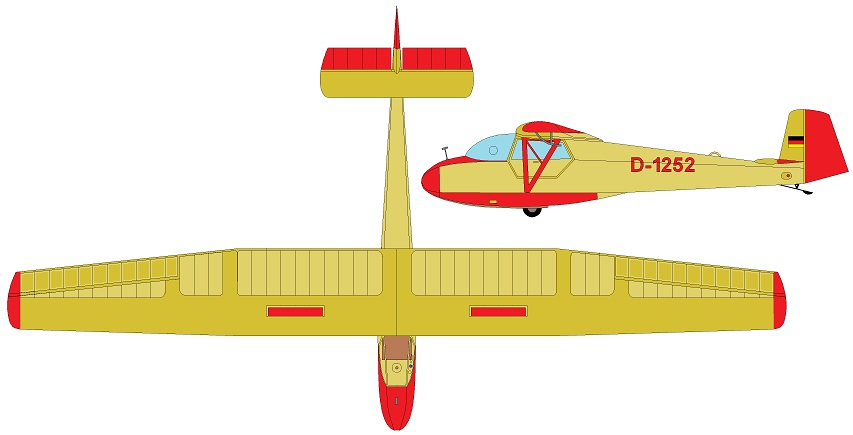
Scheibe Specht

Der Scheibe Specht ist ein Segelflugzeug-Doppelsitzer des Herstellers Scheibe-Flugzeugbau, Dachau.

## Geschichte
Der Specht war von Egon Scheibe Anfang der 1950er Jahre als ein einfach aufgebauter Doppelsitzer für die Anfängerschulung nach den Bauvorschriften für Segelflugzeuge (BVS) von 1939 konzipiert worden. Die Flugleistungen entsprachen mit einer Gleitzahl von 20 nicht denen der gleichzeitig bei Scheibe gebauten Mü 13 E, aber der Specht ermöglichte den nach dem Krieg und anschließendem Flugverbot im Aufbau befindlichen Segelflugvereinen einen kostengünstigen Einstieg in die Doppelsitzerschulung. Entsprechend war der Erwerb von Lizenzen und Bauplänen möglich. Der Prototyp wurde im März 1953 durch Hans Zacher geprüft und am 5. April 1954 durch das LBA die Musterzulassung erteilt. Bis Ende 1954 waren 30 Flugzeuge hergestellt worden.

## Konstruktion
Der Specht ist ein abgestrebter Schulterdecker in Gemischtbauweise. Der Rumpf besteht aus einem geschweißten Stahlrohrgerüst mit Holzformleisten und Stoffbespannung. Die Tragfläche ist in einer vereinfachten Holzbauweise zweiteilig und zweiholmig ausgeführt. Die beiden Flügelhälften werden nicht miteinander verbunden, sondern lediglich mit zwei kleinen Bolzen auf dem Rumpf fixiert und durch diese und die V-Streben zusammengehalten. Die kräfteaufnehmende Sperrholzbeplankung reicht von der Flügelnase über die Flügeloberseite bis zum Hinterholm. Auch die Querruder sind durchgehend mit Sperrholz beplankt. Die V-Stiele der Abstrebung bestehen aus Profil-Stahlrohr. Die zwei geschlossenen Sitze liegen hintereinander, wobei der hintere Sitz durch eine separate hochklappbare Tür unter der Tragfläche zu erreichen ist, die auch weggelassen werden kann. Der Specht besitzt eine breite verkleidete Hauptkufe aus Eschenholz mit eingebautem Rad und einem Federbeindämpfer sowie einen Blattfedersporn. Unter den Flügelspitzen sind zusätzliche Gleitkufen aus Stahlrohr installiert.

## Nutzung
Der Specht wurde im Wesentlichen zur doppelsitzigen Ausbildung von Piloten genutzt. Zuvor erfolgte die Segelflugausbildung im Regelfall mit einsitzigen Schulgleitern wie dem SG 38.

## Besonderheiten
Die kleinen Störklappen sind nur begrenzt wirksam, was das Erlernen des sauberen Seitengleitfluges sehr empfehlenswert macht. Des Weiteren sind im Flugzeugschlepp die Querruder nur sehr begrenzt wirksam, was aber durch den Einsatz des Seitenruders ausgeglichen werden kann. Die Gleitzahl wird in eingeweihten Kreisen eher bei 15 denn bei 20 angesiedelt, was analog zur ähnlichen Ka 4 „Rhönstein“ im süddeutschen Raum auch zu der Bezeichnung „Start- und Landegerät Specht“ führte. Der Specht D-1252 war zeitweise zum Absetzen von Fallschirmspringern zugelassen, was eine teilweise Verkleidung der linken V-Strebe mit Alu-Blech erforderlich machte. Der Scheibe „Sperber“ basierte im Wesentlichen auf dem Specht, hatte aber einen verbreiterten Rumpf, der Lehrer und Schüler nebeneinander aufnahm.

## Technische Daten
| Kenngröße              | Daten               |
| ---------------------- | ------------------- |
| Besatzung              | 1–2                 |
| Länge                  | 7,42 m              |
| Spannweite             | 13,50 m             |
| Flügelfläche           | 16,64 m²            |
| Flügelstreckung        | 10,37               |
| Flügelprofil           | Mü 14 %             |
| Gleitzahl              | 18 bei 80 km/h      |
| Geringstes Sinken      | 0,8 m/s bei 65 km/h |
| Leermasse              | 210 kg              |
| max. Zuladung          | 180 kg              |
| max. Startmasse        | 390 kg              |
| max. Flächenbelastung  | 23,4 kg/m²          |
| Mindestgeschwindigkeit | 50 km/h             |
| Höchstgeschwindigkeit  | 170 km/h            |

## Erhaltene Exemplare
- D-1624 – Im Depot des Deutschen Segelflugmuseums mit Modellflug, Wasserkuppe
- D-5551 – Beim Luftsportverein Kreis Springe e. V.[3]
- OE-0291 – Flugmuseum Aviaticum, Wiener Neustadt
- D-8195 – Beim Flugsportverein Speyer